# Бургуй

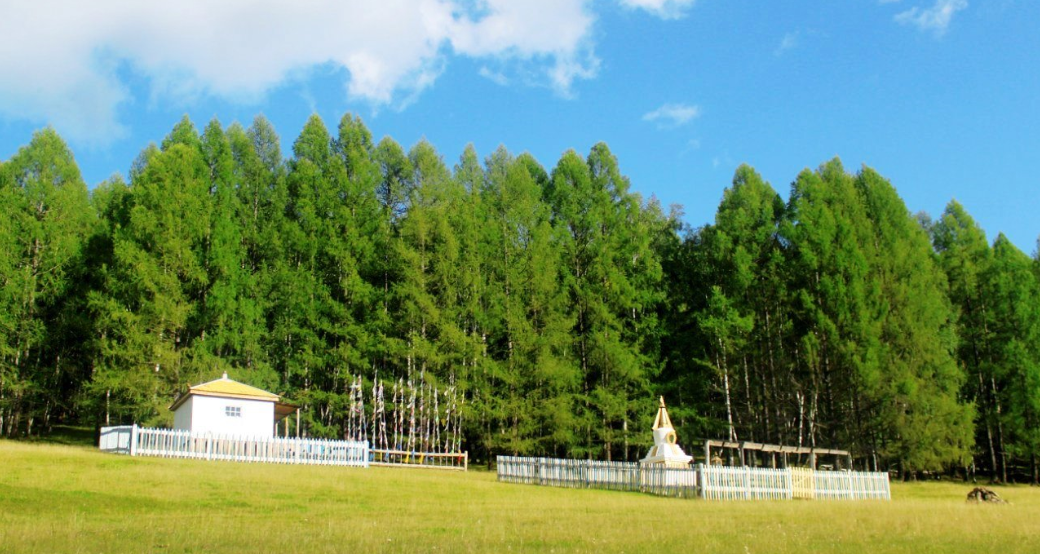
Субурган в селе Бургуй

Бургу́й (бур. Бγргэ) — улус в Закаменском районе Бурятии, административный центр сельского поселения «Бургуйское».

## География
Расположен по северной стороне автотрассы Р440 (Джидинский тракт) в 45 км к востоку от районного центра — города Закаменска. Расстояние до города Улан-Удэ по автодороге — 369 км.
Находится в узкой долине, большей частью на склонах двух гор.

## История и название
Основателями улуса Бургуй (XVII век) были люди из рода хойхо с предводителем Бүргэд hабарта баатар («Батор с орлиными когтями»).
Когда образовался Закаменский район, в местности Бургуй проживало 16 семей, остальные семьи жили в окрестностях. С 1928 года начался процесс объединения этих семей в артели. 
В 1930 году в улусе открыли школу, в связи с этим все больше людей из отдаленных ферм начали переезжать в Бургуй. В 1935 году образовался колхоз имени Ленина с центром в улусе Бургуй. В 1936 году построили сельский клуб и фельдшерский пункт.
В 1940 году в Бургуе начали строить новые жилые дома, колхозную контору, детский сад и баню. К 1955 году в Бургуе уже насчитывалась около 100 дворов. В 1973 году было построено новое здание Дома культуры. В 1984 году построили новое здание детского сада. В 1989 году методом народной стройки возвели новую школу. В 1995 году  построен АТС.

## Население
| 2002 | 2010 | 2012 | 2013 | 2014 | 2015 | 2016 |
| ---- | ---- | ---- | ---- | ---- | ---- | ---- |
| 580  | ↘567 | ↘563 | ↘528 | ↘512 | ↗517 | ↘496 |
| 2017 | 2018 | 2019 | 2020 | 2021 | 2023 | 2024 |
| ↘484 | ↗493 | ↘475 | ↘464 | ↘455 | ↘442 | ↗453 |

## Инфраструктура
- Сельская администрация
- Фельдшерский-акушерский пункт
- Средняя общеобразовательная школа
- Сельская библиотека
- Дом культуры
- Детский сад «Белочка»
- Почта.

## Экономика
Большая часть населения занимаются животноводством в личном хозяйстве.

## Известные люди
- Б. Б. Гомбоев — заслуженный учитель Бурятии[2].
- Галдан  Тубшинов (1877—1958) — знаменитый чеканщик.
- Николай Дарицыренович Батуев (1951—2021)  — художник-график, Заслуженный работник культуры Республики Бурятия, автор проекта государственного флага Республики Бурятия.

## Галерея

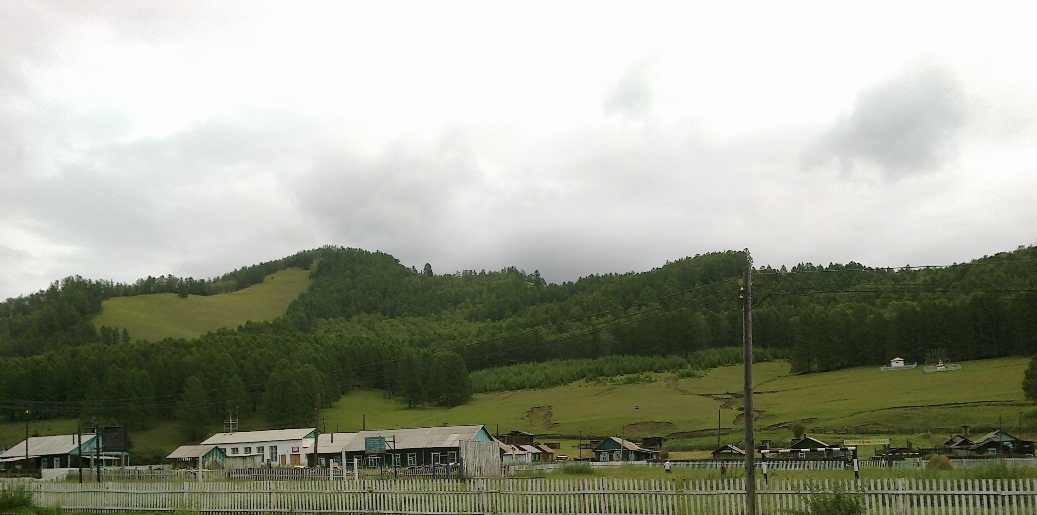
Центр улуса
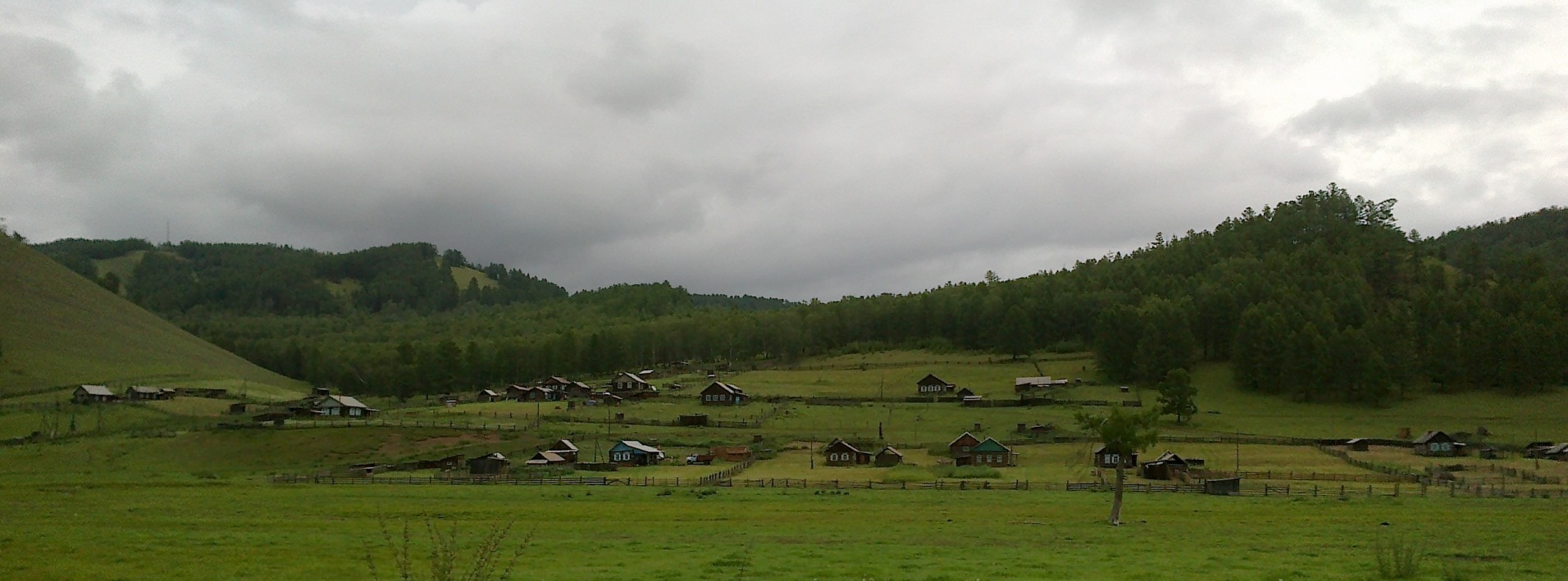
Улица на склоне горы
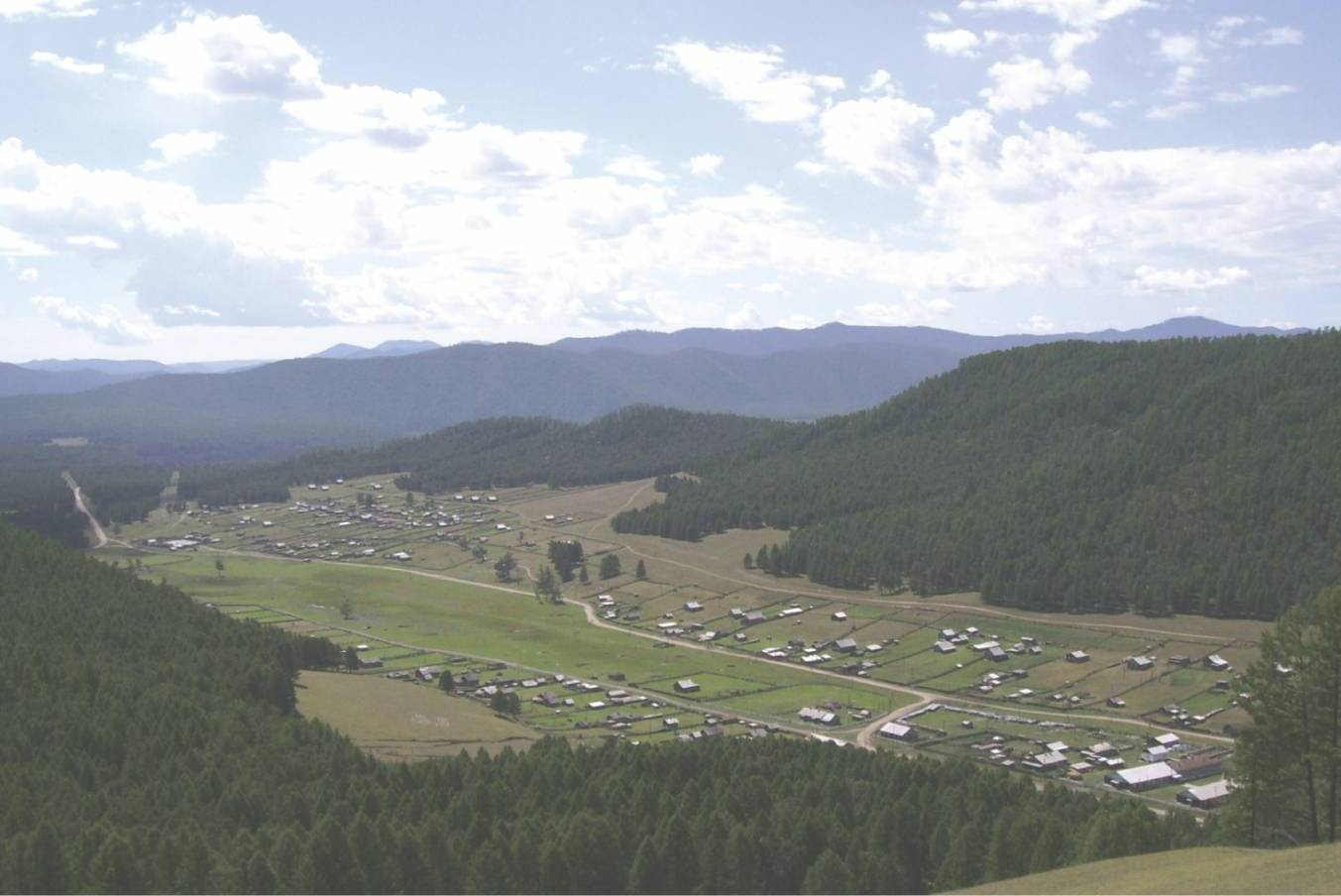
Улус Бургуй
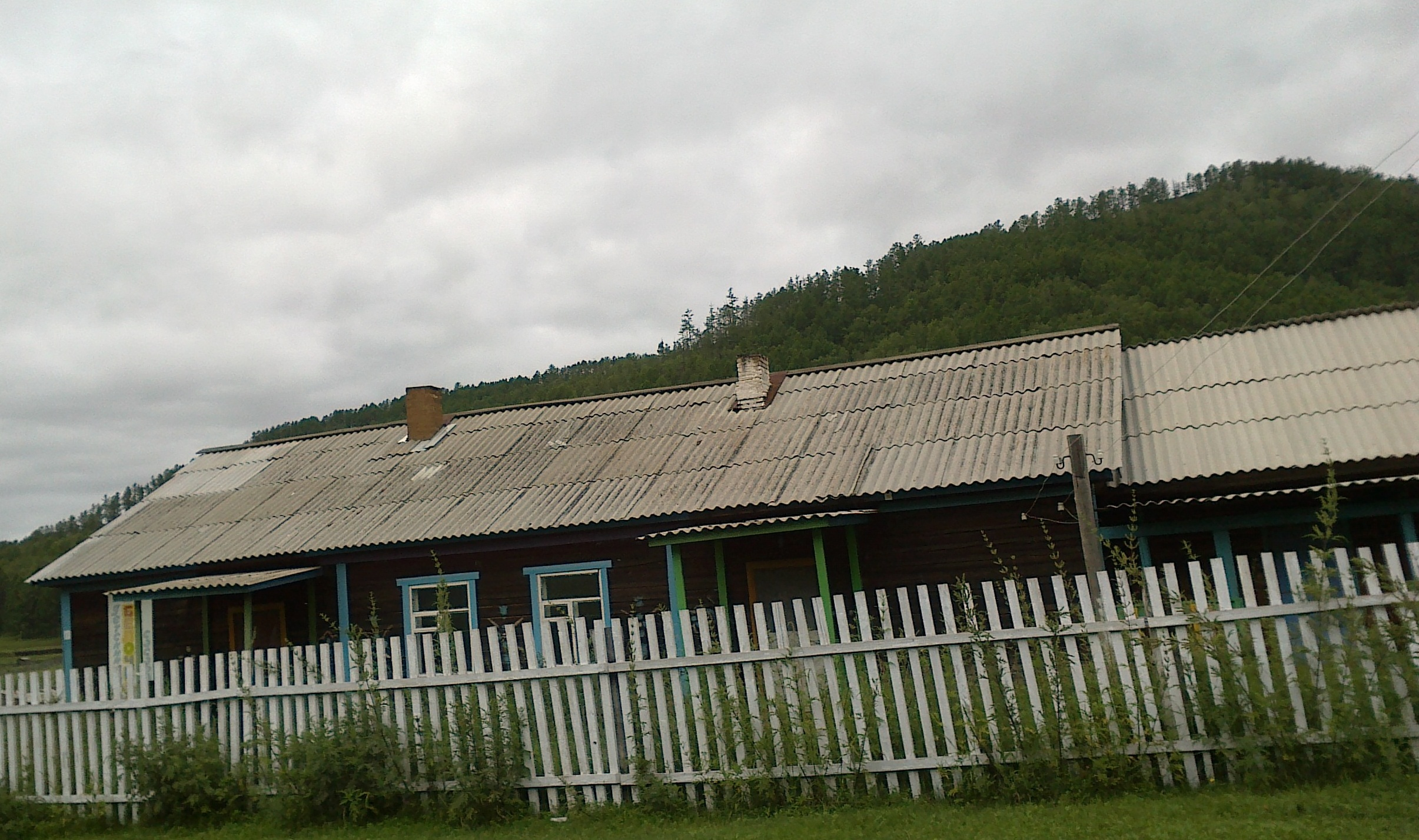
Детсад «Белочка»